# Avenir handicapé
Pour plus de détails, voir Fiche technique et Distribution.
Avenir handicapé (Behinderte Zukunft) est un film documentaire allemand réalisé par Werner Herzog, sorti en 1971.
Le film, réalisé à la demande d'un ami handicapé de Herzog afin de sensibiliser le public à la cause des personnes handicapées en Allemagne de l'Ouest, est consacré aux enfants handicapés physiques à Munich.
Herzog compare Avenir handicapé à son film précédent Les Docteurs volants de l'Afrique de l'Est (Die Fliegenden Ärzte von Ostafrika) en ce sens qu'il est très peu stylisé et est, dit-il, « dangereusement classique ». Lors de la production, Herzog rencontre une dame âgée sourde et aveugle, Fini Straubringer, et cette rencontre abouti au film Au pays du silence et de l'obscurité.

## Fiche technique
- Titre français : Avenir handicapé[1],[2]
- Titre original : Behinderte Zukunft
- Réalisateur : Werner Herzog

## Distribution
- Rolf Illig : le narrateur
- Adolf Ratzka : lui-même
- Werner Herzog : l'intervieweur